# Syto Cavé
Pour les articles homonymes, voir Cavé.
Œuvres principales
- Le singe du dormeur (1999)
- Van Cortland Club (2004)
- Qui d’un soir (2009)
- Une rose rouge entre les doigts (2011)

Syto Cavé est un écrivain et metteur en scène haïtien.
Il est né le 7 août 1944 à Jérémie, Haïti. Après avoir étudié quatre ans au Conservatoire d’Arts dramatiques à Port-au-Prince, il s’exile en 1968 aux États-Unis avec sa femme, l’écrivaine et peintre Yanick Jean, et s’installe à New York où il reste jusqu’en 1982.

## Vie à New-York
En 1969, afin de traduire le sentiment antiduvaliériste de nombreux Haïtiens en exil, il fonde à New York la troupe de théâtre Kouidor avec d’autres écrivains de la diaspora : Georges Castera, Jacques Charlier, Hervé Denis, Daniel Huttinot, Josaphat-Robert Large et Jean-Marie Roumer. Pendant une dizaine d’années, cette troupe expérimentale et politisée jouera à travers le monde un répertoire allant de Brecht à Kateb Yacine en passant par Ionesco et Césaire.

## Retour a Port-au-Prince
En 1982 il décide de rentrer en Haïti et monte à Port-au-Prince, avec Cayotte Bissainthe, Hervé Denis, Lyonel Trouillot et Pierre-Richard Narcisse, l’Atelier des Arts et Spectacles (ADASA), puis la compagnie théâtrale Vigie, avec Toto Bissainthe.
Syto Cavé est l’auteur de plus d’une douzaine de pièces de théâtre, en créole et en français. Il a notamment écrit la pièce Théodora, dans laquelle il s'inspire des Bonnes, de Jean Genet, dont il renforce le contexte carcéral tout en incorporant la réalité politique d'Haïti métaphorisé en prison, ainsi que des symboles chrétiens. Cette pièce a été créée au Festival culturel de Fort-de-France en 1977 et publiée par la suite dans une édition plurilingue (français, créole, anglais et espagnol).
En plus d’écrire et de mettre en scène ses propres pièces, Cavé réalise des mises en scènes d'œuvres d’autres auteurs, tels que Simone Schwarz-Bart (Ton beau capitaine, 1985-86), Ina Césaire (Rosanie-Soleil, 1987-88) et Claude Innocent (Ce fou d’empereur, 2000).
Il vit à Pétion-Ville, où il continue à se consacrer au théâtre et à l’écriture.
Avec le plasticien Alain Blondel, Syto Cavé a écrit « Girouette et Pisse-vinaigre », texte lu à Paris au Lavoir Moderne en février 2011.
En collaboration avec Productions Fanal, il a conçu et dit plusieurs textes, notamment la série Coin d’œil, Jacmel, Haïti Cœur Battant et Cité Jeanne.

## Œuvres

### Romans et récits
- Le singe du dormeur (Regain / CIDIHCA, 1999)
- Van Cortland Club (Rivarticollection, 2004)
- Qui d’un soir (Rivarticollection, 2009)
- Une rose rouge entre les doigts (Zellige, 2011)

### Théâtre en français
- Mémoires d’un balai, 1971
- La parole des grands fonds, 1973
- Le chiffre sept. 1974
- Quelle mort tua l’empereur, 1975
- Les chants de Mélanie, 1977
- Théodora. 1977
- Telcide et Duréna (Telcide ak Duréna), écrite en collaboration avec Régine Charlier, 1978
- Maître Carré. 1989
- Songe que fait Sarah, 1990.
- On m’a volé mon corps, 1994

### Disques
- La Pèsonn, comprenant récits, poèmes et chansons en créole.